# Pieve di San Donnino a Maiano
La pieve di San Donnino a Maiano è una chiesa di Arezzo che si trova in località Palazzo del Pero.

## Storia e descrizione
Documentata dal 1064, è sorta intorno al VII-X secolo, sostituendo una chiesa battesimale paleocristiana. Nel Trecento è stata ricostruita la parte anteriore, trasformando le tre navate originarie in un'unica ampia navata a pianta rettangolare con abside semicircolare. Numerosi rimaneggiamenti si sono successivamente verificati, tra cui il restauro completo del 1910. 
La parte più antica è l'abside esterna, che risale alla fine dell'XI secolo e che oggi si apre in una sala della canonica. Trecentesco è il fianco sinistro. L'interno dell'abside è decorato da affreschi quattrocenteschi. Tale è la Madonna del latte della seconda cappella a destra. Alla fine del Trecento e ai primi anni del Quattrocento risale la scultura lignea con la Madonna col Bambino.